# Para (Tabou)
Pour les articles homonymes, voir Para.
Para est une localité de l'ouest de la Côte d'Ivoire et appartenant au département de Tabou, dans la Région du Bas-Sassandra. La localité de Para est un chef-lieu de commune.